# 利亞馬瓦西山
13°21′53″S 72°27′43″W / 13.36472°S 72.46194°W
利亞馬瓦西山（Llamahuasi），是秘魯的山峰，位於該國東南部庫斯科大區，由利馬坦博區和奧揚泰坦博區負責管轄，屬於維爾卡潘帕山脈的一部分，海拔高度4,728米。